# Vallauris
Vallauris (okcitansko/provansalsko Valàuria) je zahodno predmestje Antibesa in občina v jugovzhodnem francoskem departmaju Alpes-Maritimes regije Provansa-Alpe-Azurna obala. Mesto ima okoli 27.000 prebivalcev.

## Geografija
Kraj je v pokrajini Provansi med Cannesom in Antibesom.

## Administracija
Vallauris je sedež kantona Vallauris-Antibes-Zahod, v katerega je poleg njegove vključen še zahodni del občine Antibes. Kanton je sestavni del okrožja Grasse.

## Zgodovina
Ozemlje je bilo prvotno poseljeno z ligurskimi plemeni.
Ime kraja Vallis Aurea se prvikrat pojavi v tekstih iz 10. stoletja kot del škofije v Antibesu, v 11. stoletju je prešel pod upravo samostana na otočju Lérins.